# Élections municipales de 2013 dans Les Maskoutains
Pour un article plus général, voir Élections municipales de 2013 en Montérégie.
Cet article concerne les élections municipales de 2013 en Montérégie dans la municipalité régionale de comté des Maskoutains.

## La Présentation
| Candidats pour la mairie | Vote            | %               |
| ------------------------ | --------------- | --------------- |
| Claude Roger (Sortant)   | Sans opposition | Sans opposition |

| Candidats conseiller #1           | Vote            | %               |
| --------------------------------- | --------------- | --------------- |
| Georges-Étienne Bernard (Sortant) | Sans opposition | Sans opposition |

| Candidats conseiller #2 | Vote            | %               |
| ----------------------- | --------------- | --------------- |
| Mélanie Simard          | Sans opposition | Sans opposition |

| Candidats conseiller #3  | Vote            | %               |
| ------------------------ | --------------- | --------------- |
| Sylvain Michon (Sortant) | Sans opposition | Sans opposition |

| Candidats conseiller #4   | Vote            | %               |
| ------------------------- | --------------- | --------------- |
| Rosaire Phaneuf (Sortant) | Sans opposition | Sans opposition |

| Candidats conseiller #5      | Vote            | %               |
| ---------------------------- | --------------- | --------------- |
| Pierre-Luc Leblanc (Sortant) | Sans opposition | Sans opposition |

| Candidats conseiller #6  | Vote            | %               |
| ------------------------ | --------------- | --------------- |
| Martin Bazinet (Sortant) | Sans opposition | Sans opposition |

## Saint-Barnabé-Sud
| Candidats pour la mairie | Vote            | %               |
| ------------------------ | --------------- | --------------- |
| Alain Jobin              | Sans opposition | Sans opposition |

| Candidats conseiller #1   | Vote            | %               |
| ------------------------- | --------------- | --------------- |
| Marcel Therrien (Sortant) | Sans opposition | Sans opposition |

| Candidats conseiller #2 | Vote | %     |
| ----------------------- | ---- | ----- |
| Steve Maurice           | 212  | 54,64 |
| Josiane Marchand        | 176  | 45,36 |

| Candidats conseiller #3   | Vote            | %               |
| ------------------------- | --------------- | --------------- |
| Marcel Riendeau (Sortant) | Sans opposition | Sans opposition |

| Candidats conseiller #4      | Vote            | %               |
| ---------------------------- | --------------- | --------------- |
| Dominique Lussier (Sortante) | Sans opposition | Sans opposition |

| Candidats conseiller #5 | Vote            | %               |
| ----------------------- | --------------- | --------------- |
| Jean-Sébastien Savaria  | Sans opposition | Sans opposition |

| Candidats conseiller #6 | Vote            | %               |
| ----------------------- | --------------- | --------------- |
| Yves Guérette           | Sans opposition | Sans opposition |

## Saint-Bernard-de-Michaudville
| Candidats pour la mairie | Vote            | %               |
| ------------------------ | --------------- | --------------- |
| Francine Morin (Sortant) | Sans opposition | Sans opposition |

| Candidats conseiller #1  | Vote            | %               |
| ------------------------ | --------------- | --------------- |
| Mario Jussaume (Sortant) | Sans opposition | Sans opposition |

| Candidats conseiller #2    | Vote            | %               |
| -------------------------- | --------------- | --------------- |
| Marie Eve Leduc (Sortante) | Sans opposition | Sans opposition |

| Candidats conseiller #3  | Vote | %     |
| ------------------------ | ---- | ----- |
| Éric Delage              | 120  | 52,63 |
| Claude Leblanc (Sortant) | 108  | 47,37 |

| Candidats conseiller #4    | Vote | %     |
| -------------------------- | ---- | ----- |
| Josée Mathieu              | 127  | 53,36 |
| Léonard Gaudette (Sortant) | 111  | 46,64 |

| Candidats conseiller #5 | Vote            | %               |
| ----------------------- | --------------- | --------------- |
| Emmanuelle Bagg         | Sans opposition | Sans opposition |

| Candidats conseiller #6 | Vote            | %               |
| ----------------------- | --------------- | --------------- |
| Guy Robert (Sortant)    | Sans opposition | Sans opposition |

## Saint-Damase
| Candidats pour la mairie | Vote            | %               |
| ------------------------ | --------------- | --------------- |
| Christian Martin         | Sans opposition | Sans opposition |

| Candidats conseiller #1 | Vote            | %               |
| ----------------------- | --------------- | --------------- |
| Alain Robert (Sortant)  | Sans opposition | Sans opposition |

| Candidats conseiller #2      | Vote            | %               |
| ---------------------------- | --------------- | --------------- |
| Ghislaine Lussier (Sortante) | Sans opposition | Sans opposition |

| Candidats conseiller #3 | Vote            | %               |
| ----------------------- | --------------- | --------------- |
| Yves Monast             | Sans opposition | Sans opposition |

| Candidats conseiller #4 | Vote            | %               |
| ----------------------- | --------------- | --------------- |
| Gaétan Jodoin (Sortant) | Sans opposition | Sans opposition |

| Candidats conseiller #5 | Vote            | %               |
| ----------------------- | --------------- | --------------- |
| Yvon Laflamme (Sortant) | Sans opposition | Sans opposition |

| Candidats conseiller #6  | Vote            | %               |
| ------------------------ | --------------- | --------------- |
| Claude Gaucher (Sortant) | Sans opposition | Sans opposition |

## Saint-Dominique
| Candidats pour la mairie       | Vote | %     |
| ------------------------------ | ---- | ----- |
| Robert Houle (Sortant)         | 450  | 52,26 |
| Michel Coolidge                | 411  | 47,74 |
| Taux de participation : 45,5 % |      |       |

| Candidats district Secteur Ouest (1) | Vote            | %               |
| ------------------------------------ | --------------- | --------------- |
| Hugo Mc Dermott                      | Sans opposition | Sans opposition |

| Candidats district Rang 7 et rue Boucher (2) | Vote | %     |
| -------------------------------------------- | ---- | ----- |
| Jacques Demers                               | 60   | 38,96 |
| Jean-Paul Fontaine (Sortant)                 | 57   | 37,01 |
| Normand Blais                                | 37   | 24,03 |

| Candidats district Secteur centre (3) | Vote | %     |
| ------------------------------------- | ---- | ----- |
| Marie-Josée Beauregard                | 81   | 62,31 |
| Pierre St-Laurent                     | 49   | 37,69 |

| Candidats district Secteur nord (4) | Vote            | %               |
| ----------------------------------- | --------------- | --------------- |
| Jean-François Morin (Sortant)       | Sans opposition | Sans opposition |

| Candidats district Secteur noyau villageois (5) | Vote | %     |
| ----------------------------------------------- | ---- | ----- |
| Lise Bachand (Sortante)                         | 111  | 62,36 |
| Stéphane Pincince                               | 67   | 37,64 |

| Candidats district Secteur Rang 9e plage au Sable et Brûlé (6) | Vote            | %               |
| -------------------------------------------------------------- | --------------- | --------------- |
| Vincent Perron (Sortant)                                       | Sans opposition | Sans opposition |

## Saint-Hugues
| Candidats pour la mairie   | Vote            | %               |
| -------------------------- | --------------- | --------------- |
| Richard Veilleux (Sortant) | Sans opposition | Sans opposition |

| Candidats conseiller #1  | Vote            | %               |
| ------------------------ | --------------- | --------------- |
| Vicky Lessard (Sortante) | Sans opposition | Sans opposition |

| Candidats conseiller #2 | Vote            | %               |
| ----------------------- | --------------- | --------------- |
| René Martin (Sortant)   | Sans opposition | Sans opposition |

| Candidats conseiller #3  | Vote            | %               |
| ------------------------ | --------------- | --------------- |
| Simon Valcourt (Sortant) | Sans opposition | Sans opposition |

| Candidats conseiller #4  | Vote            | %               |
| ------------------------ | --------------- | --------------- |
| Michel Bastien (Sortant) | Sans opposition | Sans opposition |

| Candidats conseiller #5  | Vote            | %               |
| ------------------------ | --------------- | --------------- |
| Ginette Daviau (Sortant) | Sans opposition | Sans opposition |

| Candidats conseiller #6 | Vote            | %               |
| ----------------------- | --------------- | --------------- |
| Michaël Bernier         | Sans opposition | Sans opposition |

## Saint-Hyacinthe
| Candidats pour la mairie       | Vote  | %     |
| ------------------------------ | ----- | ----- |
| Claude Corbeil                 | 9 416 | 50,92 |
| Gaston Vachon                  | 4 702 | 25,43 |
| Pierre Rhéaume                 | 4 374 | 23,65 |
| Taux de participation : 44,0 % |       |       |

| Candidats conseiller #1 | Vote  | %     |
| ----------------------- | ----- | ----- |
| Donald Côté (Sortant)   | 1 342 | 71,27 |
| Alain Dupré             | 541   | 28,73 |

| Candidats conseiller #2  | Vote            | %               |
| ------------------------ | --------------- | --------------- |
| Sylvain Lavoie (Sortant) | Sans opposition | Sans opposition |

| Candidats conseiller #3 | Vote | %     |
| ----------------------- | ---- | ----- |
| Johanne Delage          | 676  | 37,51 |
| Gabriel Michaud         | 436  | 24,20 |
| Rosaire Martin          | 381  | 21,14 |
| Jason Lane              | 227  | 12,60 |
| Pierre Brousseau        | 82   | 4,55  |

| Candidats conseiller #4 | Vote  | %     |
| ----------------------- | ----- | ----- |
| Bernard Barré (Sortant) | 1 586 | 68,48 |
| Sylvie Norris           | 730   | 31,52 |

| Candidats conseiller #5    | Vote            | %               |
| -------------------------- | --------------- | --------------- |
| André Beauregard (Sortant) | Sans opposition | Sans opposition |

| Candidats conseiller #6 | Vote | %     |
| ----------------------- | ---- | ----- |
| Jacques Denis           | 885  | 47,30 |
| Nathalie Allard         | 563  | 30,09 |
| Serge Daigneault        | 423  | 22,61 |

| Candidats conseiller #7     | Vote | %     |
| --------------------------- | ---- | ----- |
| Brigitte Sansoucy (Sortant) | 843  | 56,09 |
| Danny Laroche               | 512  | 34,07 |
| Marcel Delage               | 148  | 9,85  |

| Candidats conseiller #8 | Vote            | %               |
| ----------------------- | --------------- | --------------- |
| Alain Leclerc (Sortant) | Sans opposition | Sans opposition |

| Candidats conseiller #9  | Vote  | %     |
| ------------------------ | ----- | ----- |
| David Bousquet (Sortant) | 1 106 | 82,48 |
| André Brodeur            | 325   | 17,52 |

| Candidats conseiller #10 | Vote | %     |
| ------------------------ | ---- | ----- |
| Sylvie Adam (Sortante)   | 563  | 55,91 |
| Jeannot Caron            | 444  | 44,09 |

| Candidats conseiller #11       | Vote            | %               |
| ------------------------------ | --------------- | --------------- |
| Nicole Dion Audette (Sortante) | Sans opposition | Sans opposition |

## Saint-Jude
| Candidats pour la mairie       | Vote            | %               |
| ------------------------------ | --------------- | --------------- |
| Yves de Bellefeuille (Sortant) | Sans opposition | Sans opposition |

| Candidats conseiller #1     | Vote            | %               |
| --------------------------- | --------------- | --------------- |
| Sylvain Lafrenaye (Sortant) | Sans opposition | Sans opposition |

| Candidats conseiller #2 | Vote            | %               |
| ----------------------- | --------------- | --------------- |
| Michael W. Savard       | Sans opposition | Sans opposition |

| Candidats conseiller #3    | Vote            | %               |
| -------------------------- | --------------- | --------------- |
| Claude Graveline (Sortant) | Sans opposition | Sans opposition |

| Candidats conseiller #4 | Vote            | %               |
| ----------------------- | --------------- | --------------- |
| Kim Tétrault            | Sans opposition | Sans opposition |

| Candidats conseiller #5 | Vote            | %               |
| ----------------------- | --------------- | --------------- |
| Marco Beaudry           | Sans opposition | Sans opposition |

| Candidats conseiller #6   | Vote            | %               |
| ------------------------- | --------------- | --------------- |
| Annick Corbeil (Sortante) | Sans opposition | Sans opposition |

## Saint-Liboire
| Candidats pour la mairie       | Vote | %     |
| ------------------------------ | ---- | ----- |
| Denis Chabot (Sortant)         | 680  | 65,89 |
| Raymond Tardif                 | 352  | 34,11 |
| Taux de participation : 49,4 % |      |       |

| Candidats conseiller #1   | Vote            | %               |
| ------------------------- | --------------- | --------------- |
| Guylaine Morin (Sortante) | Sans opposition | Sans opposition |

| Candidats conseiller #2 | Vote | %     |
| ----------------------- | ---- | ----- |
| Johanne Grégoire        | 389  | 38,55 |
| Gérard Côté             | 310  | 30,72 |
| Yvon Rivard             | 310  | 30,72 |

| Candidats conseiller #3 | Vote            | %               |
| ----------------------- | --------------- | --------------- |
| Yves Winter (Sortant)   | Sans opposition | Sans opposition |

| Candidats conseiller #4     | Vote | %     |
| --------------------------- | ---- | ----- |
| Nadine Lavallée             | 685  | 68,43 |
| Claude Beauregard (Sortant) | 316  | 31,57 |

| Candidats conseiller #5  | Vote            | %               |
| ------------------------ | --------------- | --------------- |
| Claude Vadnais (Sortant) | Sans opposition | Sans opposition |

| Candidats conseiller #6 | Vote            | %               |
| ----------------------- | --------------- | --------------- |
| Nicolas Proulx          | Sans opposition | Sans opposition |

## Saint-Louis
| Candidats pour la mairie       | Vote | %     |
| ------------------------------ | ---- | ----- |
| Stéphane Bernier               | 315  | 73,26 |
| Doris Gosselin (Sortant)       | 75   | 17,44 |
| Francine Méthot                | 40   | 9,30  |
| Taux de participation : 68,6 % |      |       |

| Candidats conseiller #1 | Vote | %     |
| ----------------------- | ---- | ----- |
| Claude Dalcourt         | 272  | 65,86 |
| Serge Lévesque          | 141  | 34,14 |

| Candidats conseiller #2 | Vote            | %               |
| ----------------------- | --------------- | --------------- |
| Jean-Claude Drolet      | Sans opposition | Sans opposition |

| Candidats conseiller #3 | Vote            | %               |
| ----------------------- | --------------- | --------------- |
| Yvon Daigle (Sortant)   | Sans opposition | Sans opposition |

| Candidats conseiller #4 | Vote | %     |
| ----------------------- | ---- | ----- |
| Céline Crête            | 276  | 66,83 |
| Noëlla Boily            | 137  | 33,17 |

| Candidats conseiller #5     | Vote | %     |
| --------------------------- | ---- | ----- |
| Jean-Pierre Arpin (Sortant) | 275  | 65,63 |
| Lina Pugliesi (Dupont)      | 144  | 34,37 |

| Candidats conseiller #6   | Vote | %     |
| ------------------------- | ---- | ----- |
| Gérald Lavallée (Sortant) | 244  | 58,51 |
| André Beaulieu            | 173  | 41,49 |

## Saint-Marcel-de-Richelieu
| Candidats pour la mairie | Vote            | %               |
| ------------------------ | --------------- | --------------- |
| Réjean Bernier           | Sans opposition | Sans opposition |

| Candidats conseiller #1         | Vote            | %               |
| ------------------------------- | --------------- | --------------- |
| Marguerite Desrosiers (Sortant) | Sans opposition | Sans opposition |

| Candidats conseiller #2 | Vote | %     |
| ----------------------- | ---- | ----- |
| Rachel Barratt          | 146  | 86,90 |
| Alain Hébert            | 22   | 13,10 |

| Candidats conseiller #3    | Vote            | %               |
| -------------------------- | --------------- | --------------- |
| Robert Beauchamp (Sortant) | Sans opposition | Sans opposition |

| Candidats conseiller #4           | Vote            | %               |
| --------------------------------- | --------------- | --------------- |
| Karyne Messier Lambert (Sortante) | Sans opposition | Sans opposition |

| Candidats conseiller #5    | Vote            | %               |
| -------------------------- | --------------- | --------------- |
| Mathieu Chicoine (Sortant) | Sans opposition | Sans opposition |

| Candidats conseiller #6 | Vote            | %               |
| ----------------------- | --------------- | --------------- |
| Roger Couture (Sortant) | Sans opposition | Sans opposition |

## Saint-Pie
| Candidats pour la mairie       | Vote  | %     |
| ------------------------------ | ----- | ----- |
| Mario St-Pierre                | 1 315 | 62,09 |
| Pierre St-Onge (Sortant)       | 467   | 22,05 |
| Jean-François Ouellet          | 336   | 15,86 |
| Taux de participation : 50,5 % |       |       |

| Candidats conseiller #1 | Vote            | %               |
| ----------------------- | --------------- | --------------- |
| Geneviève Hébert        | Sans opposition | Sans opposition |

| Candidats conseiller #2 | Vote | %     |
| ----------------------- | ---- | ----- |
| Claude Ruel             | 264  | 72,53 |
| Alain Roberge (Sortant) | 100  | 27,47 |

| Candidats conseiller #3 | Vote | %     |
| ----------------------- | ---- | ----- |
| Jean Pinard             | 222  | 61,50 |
| Daniel Daigneault       | 139  | 38,50 |

| Candidats conseiller #4 | Vote | %     |
| ----------------------- | ---- | ----- |
| Sylvie Guévin           | 226  | 65,70 |
| François Côté           | 118  | 34,30 |

| Candidats conseiller #5  | Vote | %     |
| ------------------------ | ---- | ----- |
| Josée Tanguay (Sortante) | 209  | 52,51 |
| Denis Despars            | 189  | 47,49 |

| Candidats conseiller #6 | Vote | %     |
| ----------------------- | ---- | ----- |
| Walter Hofer            | 231  | 71,74 |
| Gérald Miron            | 91   | 28,26 |

## Saint-Simon
| Candidats pour la mairie  | Vote            | %               |
| ------------------------- | --------------- | --------------- |
| Normand Corbeil (Sortant) | Sans opposition | Sans opposition |

| Candidats conseiller #1    | Vote            | %               |
| -------------------------- | --------------- | --------------- |
| Patrick Darsigny (Sortant) | Sans opposition | Sans opposition |

| Candidats conseiller #2 | Vote            | %               |
| ----------------------- | --------------- | --------------- |
| André Drapeau (Sortant) | Sans opposition | Sans opposition |

| Candidats conseiller #3      | Vote            | %               |
| ---------------------------- | --------------- | --------------- |
| Alexandra Vermette (Sortant) | Sans opposition | Sans opposition |

| Candidats conseiller #4 | Vote            | %               |
| ----------------------- | --------------- | --------------- |
| Simon Giard (Sortant)   | Sans opposition | Sans opposition |

| Candidats conseiller #5      | Vote            | %               |
| ---------------------------- | --------------- | --------------- |
| Bernard Beauchemin (Sortant) | Sans opposition | Sans opposition |

| Candidats conseiller #6   | Vote            | %               |
| ------------------------- | --------------- | --------------- |
| Réjean Cossette (Sortant) | Sans opposition | Sans opposition |

## Saint-Valérien-de-Milton
| Candidats pour la mairie      | Vote            | %               |
| ----------------------------- | --------------- | --------------- |
| Raymonde Plamondon (Sortante) | Sans opposition | Sans opposition |

| Candidats conseiller #1 | Vote            | %               |
| ----------------------- | --------------- | --------------- |
| Luc Tétreault (Sortant) | Sans opposition | Sans opposition |

| Candidats conseiller #2 | Vote            | %               |
| ----------------------- | --------------- | --------------- |
| Karine Pageau           | Sans opposition | Sans opposition |

| Candidats conseiller #3  | Vote            | %               |
| ------------------------ | --------------- | --------------- |
| Noëlle Jodoin (Sortante) | Sans opposition | Sans opposition |

| Candidats conseiller #4   | Vote            | %               |
| ------------------------- | --------------- | --------------- |
| Martine Lavoie (Sortante) | Sans opposition | Sans opposition |

| Candidats conseiller #5 | Vote            | %               |
| ----------------------- | --------------- | --------------- |
| Serge Ménard (Sortant)  | Sans opposition | Sans opposition |

| Candidats conseiller #6 | Vote            | %               |
| ----------------------- | --------------- | --------------- |
| Jean-Guy Jacques        | Sans opposition | Sans opposition |

## Sainte-Hélène-de-Bagot
| Candidats pour la mairie | Vote            | %               |
| ------------------------ | --------------- | --------------- |
| Yves Petit (Sortant)     | Sans opposition | Sans opposition |

| Candidats conseiller #1  | Vote            | %               |
| ------------------------ | --------------- | --------------- |
| Louise Forest (Sortante) | Sans opposition | Sans opposition |

| Candidats conseiller #2  | Vote            | %               |
| ------------------------ | --------------- | --------------- |
| Stéphan Hébert (Sortant) | Sans opposition | Sans opposition |

| Candidats conseiller #3 | Vote            | %               |
| ----------------------- | --------------- | --------------- |
| Réjean Rajotte          | Sans opposition | Sans opposition |

| Candidats conseiller #4  | Vote            | %               |
| ------------------------ | --------------- | --------------- |
| André Lévesque (Sortant) | Sans opposition | Sans opposition |

| Candidats conseiller #5     | Vote            | %               |
| --------------------------- | --------------- | --------------- |
| Michel Brouillard (Sortant) | Sans opposition | Sans opposition |

| Candidats conseiller #6   | Vote            | %               |
| ------------------------- | --------------- | --------------- |
| Hélène Dufault (Sortante) | Sans opposition | Sans opposition |

## Sainte-Madeleine
| Candidats pour la mairie | Vote            | %               |
| ------------------------ | --------------- | --------------- |
| André Lefebvre (Sortant) | Sans opposition | Sans opposition |

| Candidats conseiller #1  | Vote            | %               |
| ------------------------ | --------------- | --------------- |
| Jacques Lavoie (Sortant) | Sans opposition | Sans opposition |

| Candidats conseiller #2   | Vote            | %               |
| ------------------------- | --------------- | --------------- |
| Pierre Marchand (Sortant) | Sans opposition | Sans opposition |

| Candidats conseiller #3    | Vote            | %               |
| -------------------------- | --------------- | --------------- |
| Patrick Girouard (Sortant) | Sans opposition | Sans opposition |

| Candidats conseiller #4 | Vote            | %               |
| ----------------------- | --------------- | --------------- |
| Lyne Leblanc            | Sans opposition | Sans opposition |

| Candidats conseiller #5 | Vote            | %               |
| ----------------------- | --------------- | --------------- |
| Pascal Giguère          | Sans opposition | Sans opposition |

| Candidats conseiller #6      | Vote            | %               |
| ---------------------------- | --------------- | --------------- |
| Lise Lavertu-Côté (Sortante) | Sans opposition | Sans opposition |

## Sainte-Marie-Madeleine
| Partis                         | Partis               | Candidats pour la mairie | Vote | %     |
| ------------------------------ | -------------------- | ------------------------ | ---- | ----- |
|                                | Équipe Simon Lacombe | Simon Lacombe (Sortant)  | 508  | 44,33 |
|                                | Équipe Beauchemin    | Gérard Beauchemin        | 313  | 27,31 |
|                                | Indépendant          | René Poirier             | 293  | 25,57 |
|                                | Indépendant          | Onil Ronald Poulin       | 32   | 2,79  |
| Taux de participation : 54,5 % |                      |                          |      |       |

| Partis | Partis               | Candidats conseiller #1 | Vote | %     |
| ------ | -------------------- | ----------------------- | ---- | ----- |
|        | Équipe Simon Lacombe | Chantal Bernatchez      | 481  | 43,69 |
|        | Équipe Beauchemin    | Gilles Pigeon           | 397  | 36,06 |
|        | Indépendant          | Josée Beauchemin        | 223  | 20,25 |

| Partis | Partis               | Candidats conseiller #2 | Vote | %     |
| ------ | -------------------- | ----------------------- | ---- | ----- |
|        | Équipe Simon Lacombe | Jean-Guy Chassé         | 464  | 41,32 |
|        | Équipe Beauchemin    | Bruno Patry             | 341  | 30,37 |
|        | Indépendant          | Ginette Gauvin          | 318  | 28,32 |

| Partis | Partis               | Candidats conseiller #3 | Vote | %     |
| ------ | -------------------- | ----------------------- | ---- | ----- |
|        | Équipe Simon Lacombe | Marie-Hélène Di Tomaso  | 612  | 58,06 |
|        | Indépendant          | Gilles Carpentier       | 442  | 41,94 |

| Partis | Partis               | Candidats conseiller #4    | Vote | %     |
| ------ | -------------------- | -------------------------- | ---- | ----- |
|        | Équipe Simon Lacombe | Daniel Choquette (Sortant) | 700  | 65,98 |
|        | Indépendant          | Jacqueline Tétreault       | 361  | 34,02 |

| Partis | Partis               | Candidats conseiller #5 | Vote | %     |
| ------ | -------------------- | ----------------------- | ---- | ----- |
|        | Équipe Simon Lacombe | Patrice Barbot          | 529  | 47,61 |
|        | Équipe Beauchemin    | Normand Otis            | 336  | 30,24 |
|        | Indépendant          | Michel Garand (Sortant) | 246  | 22,14 |

| Partis | Partis               | Candidats conseiller #6 | Vote | %     |
| ------ | -------------------- | ----------------------- | ---- | ----- |
|        | Équipe Simon Lacombe | Lise Cadieux (Sortante) | 690  | 62,50 |
|        | Équipe Beauchemin    | Normand Olszensky       | 414  | 37,50 |

- Élection partielle au poste de conseiller #3 le 29 mars 2015[1].
  - Élection de Gilles Carpentier au poste de conseiller #3[2].
  - Organisée en raison de la démission de la conseillère Marie-Hélène Di Tomaso en décembre 2014[1].

| Partis                                      | Partis      | Candidats conseiller #3 | Vote | %     |
| ------------------------------------------- | ----------- | ----------------------- | ---- | ----- |
|                                             | Indépendant | Gilles Carpentier       | 497  | 65,83 |
|                                             | Indépendant | Yvon Le Bel             | 258  | 34,17 |
| Taux de participation : 760 / 2158 (35,2 %) |             |                         |      |       |